# Glypta prostata
Glypta prostata är en stekelart som beskrevs av Dasch 1988. Glypta prostata ingår i släktet Glypta och familjen brokparasitsteklar. Inga underarter finns listade i Catalogue of Life.